# Eliza Draper
 Eliza Draper (5 de abril de 1744 - 3 de agosto de 1778), más conocida como Eliza de Laurence Sterne, fue su musa y se la conmemora en su Viaje sentimental y Diario a Eliza . Tenía talentos literarios que se desarrollaron bajo la influencia de Sterne y escribió muchas cartas largas e interesantes desde la India, describiendo vívidamente la vida y las costumbres allí.

## Primeros años
Eliza nació como Elizabeth Sclater en Anjengo, India, el 5 de abril de 1744. Era la hija mayor de May Sclater y su esposa Judith Whitehill, hija de Charles Whitehill. Su padre estaba al servicio de la Compañía de las Indias Orientales. Murió en 1746 y su madre probablemente en 1748. Luego, las tres hijas vivieron con su abuelo, Charles Whitehill, en Bombay.  En 1754, las niñas fueron enviadas a un internado en Inglaterra, donde pasaron las vacaciones con sus tíos, Thomas y Elizabeth Pickering.  Eliza y sus hermanas regresaron con su abuelo en Bombay en 1757. 

## Matrimonio
Eliza se casó a la edad de 14 años con Daniel Draper (1726-1805), hijo de William Henry Draper, el 27 de julio de 1758. Su marido era primo del general Sir William Draper, que capturó Manila . Eliza tuvo dos hijos, un hijo nacido en 1759, que murió en Inglaterra nueve años después, y una hija, Isabel, nacida en 1761. Su hermana Mary se casó con Rawson Hart Boddam y su hermana Louise se casó con el coronel Charles Pemble. En 1765, los Drapers visitaron Inglaterra y trajeron a sus hijos a casa para recibir educación. Cuando Daniel regresó a Bombay en 1766, Eliza se quedó en Inglaterra. A principios de 1767, mientras se alojaba en la casa del Soho de su amiga, la señora James, esposa del comodoro, más tarde Sir William James, conoció al novelista Laurence Sterne . 

## Laurence Sterne

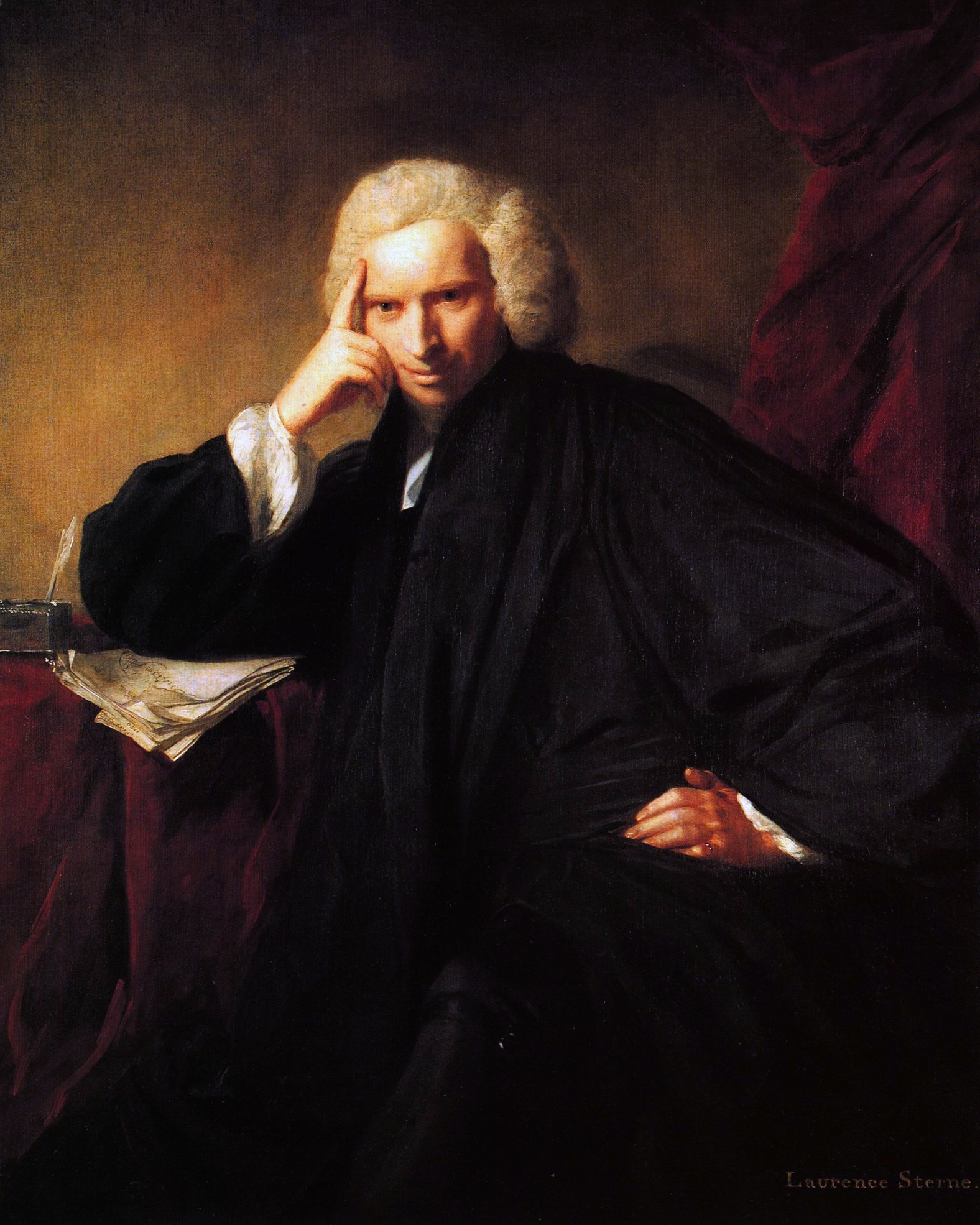
Laurence Sterne por Joshua Reynolds

Sterne quedó rápidamente cautivado por el encanto, la vivacidad y la inteligencia de Eliza. Su educación no le había inculcado discreción; su autoestima se sintió halagada e hizo poco para desalentar las atenciones de un hombre tan célebre. Se encontraron con frecuencia, intercambiaron retratos en miniatura y la admiración de Sterne parece haberse convertido en una obsesión que no se molestó en ocultar. Para su gran angustia, Eliza tuvo que regresar a la India tres meses después de su primer encuentro.  Tras su marcha, Sterne sacó a relucir en su Viaje sentimental, que contiene algunas referencias extravagantes a ella y, aunque su relación era platónica, despertó un considerable interés. También escribió su Diario a Eliza, parte del cual le envió a ella, y el resto salió a la luz cuando fue presentado al Museo Británico en 1894. Sterne murió de tisis un año después sin volver a verla.  Sterne, que se hacía llamar Yorick y se dirigía a Eliza como Bramine, mantuvo correspondencia hasta la muerte de Sterne. Después de la muerte de Sterne, sus cartas se publicarían. Eliza logró suprimir las cartas que le envió y permitió que diez de sus cartas se publicaran bajo el título Cartas de Yorick a Eliza . 

## Rompimiento marital
Eliza dejó a sus hijos en Inglaterra con su abuelo, Charles Whitehill, que ahora vivía retirado en Worfield, Shropshire, y navegó a Bombay para reunirse con su marido. En el viaje, su compañera de cabina fue Hester Light, quien se casaría con George Stratton .  El marido de Eliza ocupaba el cargo de Contador General en Bombay. Al año siguiente fue enviado a Tellicherry como jefe de la fábrica después de una disputa con el nuevo gobernador Thomas Hodges,  y ella lo acompañó. En 1770 fueron trasladados a Surat,  regresando a Bombay en 1772.  Aquí Eliza y su marido se distanciaron cada vez más. Además de quedarse con mujeres nativas, sedujo a la doncella inglesa de Eliza.  La ruptura definitiva se produjo en enero de 1773 cuando, tras descubrir esto, Eliza huyó de su casa y se refugió durante un tiempo a bordo del HMS <i id="mwTA">Prudent</i> bajo la protección del comodoro Sir John Clarke.  Nunca volvió a ver a su marido. El matrimonio no se disolvió y Eliza se quedó con la custodia de su hija.

## Independencia

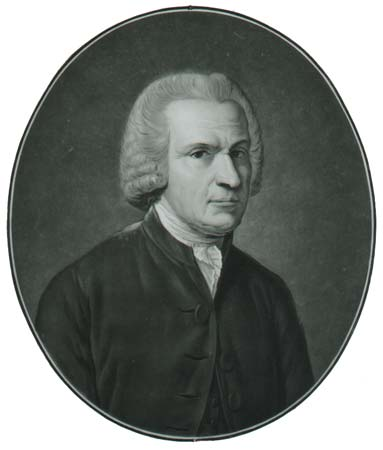
Guillaume Raynal

Eliza vivió durante un año en la India con su tío John Whitehill, entonces jefe de Masulipatnam y después gobernador de Madrás .  Regresó a Inglaterra en 1774 por motivos de salud. Vivía en el número 3 de Queen Anne Street, Londres, una calle donde vivían muchas figuras literarias,  y se le unió su hija de dieciséis años. Eliza se hizo popular en la sociedad literaria y mantenía una relación amistosa con John Wilkes, entre otros.  En 1778 conoció al Abbé Raynal y le causó una profunda impresión.  Ella le proporcionó mucha información técnica para su Histoire des deux Indes y él quedó claramente enamorado de ella. Después de su muerte, le escribió un generoso homenaje que comenzaba con la traducción "Territorio de Anjengo, no eres nada; pero has dado a luz a Eliza". Continuó en estos términos: "Los hombres solían decir que ninguna mujer tenía tantas gracias como Eliza: las mujeres también lo decían. Todos elogiaron su franqueza; todos ensalzaron su sensibilidad; todos eran ambiciosos del honor". de su conocido. Los hilos de la envidia nunca apuntaron contra el mérito inconsciente". 

## Últimos días y legado
En mayo de 1777, Eliza enfermó gravemente y en junio de 1778 se fue a Bristol, donde pudo haberse alojado con el pariente de su marido, Sir William Draper. Murió en Clifton el 3 de agosto de 1778 y fue enterrada en la Catedral de Bristol, donde hay un elaborado monumento del escultor John Bacon .  La inscripción dice:"Sagrado a la memoria de la señora Eliza Draper en quien se unieron el genio y la benevolencia; murió el 3 de agosto de 1778, a la edad de 34 años".La hija de Eliza, Elizabeth, se casó con Thomas Nevill, hermano de Richard Nevill, diputado de Furness, condado de Kildare, el 1 de octubre de 1785. Tuvo un hijo, Daniel Draper Nevill, y dos hijas. Daniel Draper permaneció al servicio de la Compañía de las Indias Orientales hasta 1782, cuando se retiró a Inglaterra y compró una propiedad en Great Stanmore, Middlesex. Murió el 20 de marzo de 1805 y fue enterrado en Great Stanmore. Era un hombre rico y en su testamento dejó legados, por un total de más de 100.000 libras esterlinas, a sus nietos, sobrinas y otras personas, incluido un hijo ilegítimo. Su albacea era Rawson Hart Boddam, que se había casado con la hermana de Eliza, Mary. 